# Gunungidia ruficincta
Gunungidia ruficincta är en insektsart som beskrevs av Li 1990. Gunungidia ruficincta ingår i släktet Gunungidia och familjen dvärgstritar. Inga underarter finns listade i Catalogue of Life.